# 扬州广播电视总台
扬州广播电视总台，又称扬州广播电视传媒集团，是一家总部位于江苏省扬州市的广播电视台，成立于2006年11月1日，总部位于扬州市维扬路168号。目前拥有6个电视频道、5套广播频率。

## 历史

### 扬州人民广播电台
1950年2月，苏北人民行政公署开始筹建扬州人民广播电台，同年6月24日，苏北人民行政公署发布《关于建立扬州人民广播电台的决定》。翌日，电台正式播音，台址设在扬州市大汪边扬州中学树人堂，同时承担苏北区台任务。该台台址树人堂也是当时扬州最高的建筑。
1951年3月15日，扬州人民广播电台改称苏北人民广播电台。1952年10月31日，苏北台与苏南、南京台合并组建江苏人民广播电台。
1958年10月1日，扬州人民广播电台恢复播音，台址设在东关街365号。1962年2月10日停播。
1965年5月，原扬州电台的机器设备被重新利用，建立扬州广播转播台，转播江苏人民广播电台第一套节目。1971年，扬州转播台迁至盐阜东路10号。
1984年8月1日，扬州广播转播台改为扬州人民广播电台，台址迁至汶河路20号。1987年7月，该台迁入梅岭东路8号的广播电视中心。

### 扬州电视台
1968年10月，扬州人民广播电台建立扬州电视转播台筹建小组，1969年工作暂停。1978年初恢复筹建工作，1979年9月27日正式建成开播，地点在汶河路29号（有线广播电台院内）。
1984年8月1日，在扬州电视转播台基础上，建立扬州电视台。至1987年底，扬州电视台共有四个频道，分别是1979年9月27日开播的6频道（转播中央电视台第一套节目）、1982年4月28日开播的2频道（每逢星期一、三、五、日转播上海电视台节目，二、四、六播出自办节目）、1985年6月20日开播的27频道（转播江苏电视台节目）和1987年7月1日开播的46频道（转播中央电视台第二套节目）。
1987年7月，该台迁入梅岭东路8号的广播电视中心。1992年，扬州有线电视台开播。

### 扬州广播电视总台
1999年，扬州人民广播电台、扬州电视台、扬州有线电视台及扬州市广播电视局实行三台合一、局台合一的管理体制。2006年11月1日实行局台分设，扬州广播电视总台正式成立。2010年9月，成立扬州广播电视传媒集团。
2013年8月，原江都广播电视台正式划转扬州广播电视传媒集团。
2015年9月8日，扬州广播电视总台启用新台标。根据官方介绍，新台标“体现了包容、开放的现代媒体精神，与扬州的城市精神相吻合，它充分蕴含了琼花、柳叶等扬州特色元素，具有时尚的光影效果，是古代文化与现代文明的完美结合”。同时，电视频道也进行了改版，当日新闻频道开设《整点新闻》节目（已停播）。

## 电视频道
目前，扬州广播电视总台拥有6个频道。
- 扬州1套新闻综合频道（原新闻频道，高标清同步播出）
- 扬州2套教育频道（原城市频道）
- 扬州3套公共频道（原生活频道）
- 邗江频道（又称旅游频道，原凤凰购物频道，最初使用扬州台台标，后改用自己的台标）
- 江都频道（原江都电视台，使用自己的台标）
- 移动电视频道

## 电视节目
扬州1套
- 扬州新闻
- 新闻女生帮你忙
- 新闻女生玩收藏
- 关注
- 三把叨
- 市民论谈

扬州2套
- 天天健康
- 今日生活（扬州话节目）
- 甲方乙方
- 扬州好佬
- 蔷薇花开
- 相亲相爱
- 成长学院
- 天天有喜
- 幸福加
- 梦想点亮家

扬州3套
- 风采少年
- 天天美食
- 会生活
- 天天瞄瞄
- 车行天下
- 百姓钱袋子
- 社区运动会

邗江频道
- 一起跳舞吧
- 我行我秀
- 开心驿站
- 你所不知道的扬州
- 旅游那些事
- 七彩魔方
- 中国古琴

江都频道
- 江都新闻
- 明月梳妆台
- 生活920
- 我爱我家
- 生活圈
- 食滋有味
- 法治扬州

## 广播频率
- 新闻频率（FM93.5）
- 交通频率（FM103.5）
- 音乐频率（FM94.9）
- 健康生活频率（FM96.7）
- 江都频率（FM100.7）

## 其他业务

### 凤凰购物
凤凰购物是扬州广播电视总台自主开办的电视购物栏目时段，以“专业化运作、立体式营销、差异化竞争”作为发展电视购物的思路，集中人力、物力和财力进行重点打造，形成了电视购物产业链。